# LFP Manager 2003
LFP Manager 2003 (Total Club Manager 2003) est un jeu vidéo de gestion sportive développé par Electronic Arts Deutschland et édité par EA Sports, sorti en 2002 sur Windows.

## Accueil
- Jeux vidéo Magazine : 15/20[1]